# Родопіс (казка)

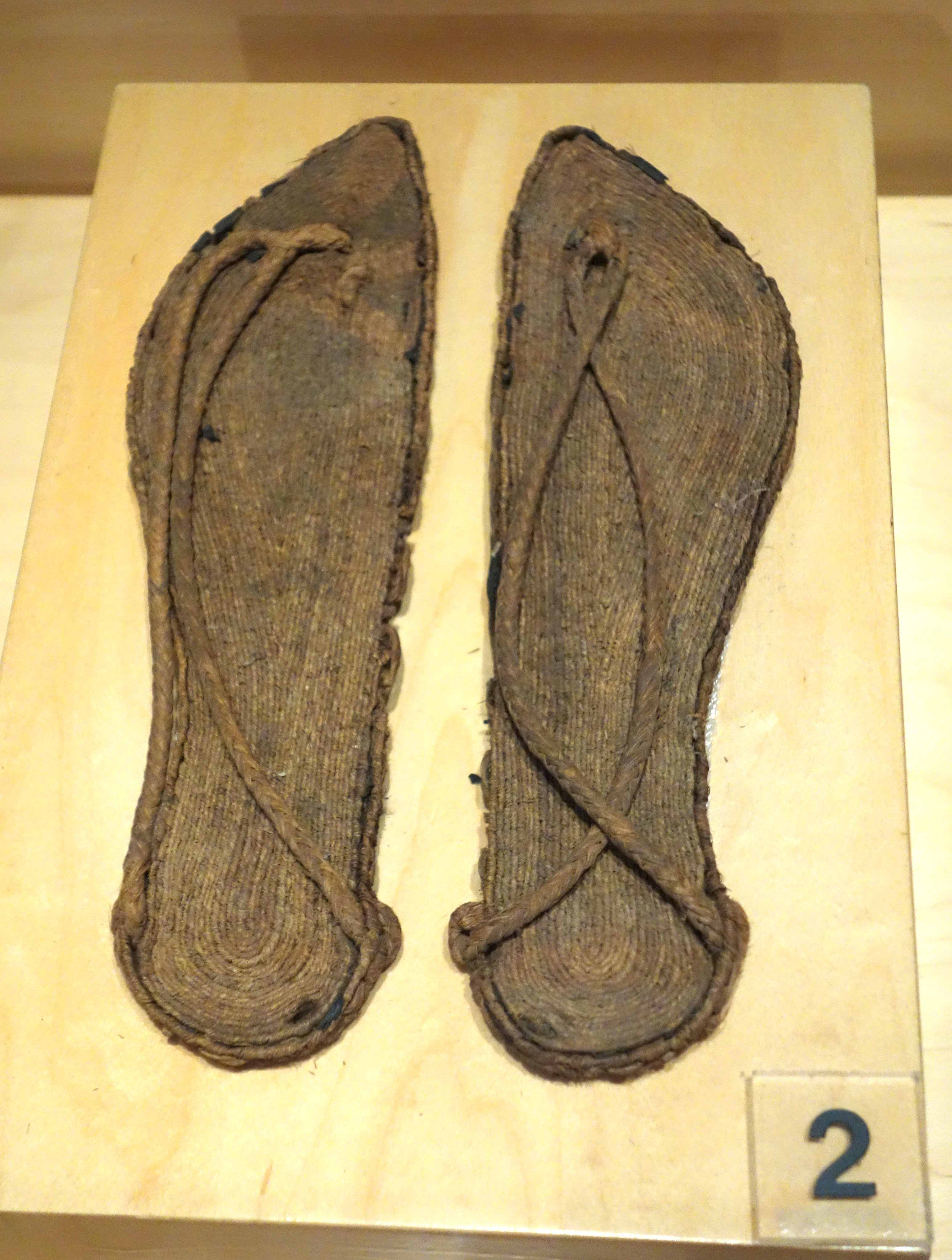
Старовинні сандалі з Єгипту, виготовлені з рослинного волокна

«Родопіс» (дав.-гр. Ῥοδῶπις, трансліт. Родопіс, дос. «Рожеволика») — стародавня казка про грецьку рабиню, яка одружується із фараоном Єгипту. Ця історія була вперше записана грецьким істориком Страбоном наприкінці І століття до нашої ери або на початку І століття нашої ери і вважається найдавнішим відомим варіантом історії про «Попелюшку». Витоки казкової фігури можна простежити до гетери Родопіс, яка датується VI століттям до нашої ери.

## Сюжет
Історія вперше записана грецьким географом Страбоном (64 або 63 р. до н. е. — прибл. 24 р. н. е.) у своїй «Географії» (кн. 17, 33), написаній десь між 7 р. до н. е. — прибл. 24 р. н. е.:
Вони розповідають казкову історію про те, що, коли вона купалася, орел вихопив у її служниці один з її сандалів і відніс його в Мемфіс; і в той час, коли фараон здійснював правосуддя просто неба, орел, опинившись над його головою, кинув сандалію йому на коліна; і фараон, схвильований як прекрасною формою сандалі, так і дивовижністю цієї події, розіслав людей в усі кінці країни на пошуки жінки, яка носила сандалі; і коли її знайшли в місті Наукратіс, її привезли до Мемфіса, і вона стала дружиною фараона.